# Universidad de Ciencias Médicas de Las Tunas
La Universidad de Ciencias Médicas de Las Tunas (también llamada Facultad de Medicina de Las Tunas "Dr. Zoilo Marinello Vidaurreta") es una universidad de medicina localizada en Las Tunas, Cuba.

## Facultades
Se encuentra dividida en cuatro facultades: 
- Medicina
- Estomatología
- Licenciatura en Enfermería
- Tecnologías de la Salud